# Антисептика
Антисептика (лат. anti — против, septicus — гниение) — система мероприятий, направленных на уничтожение микроорганизмов в ране, патологическом очаге, органах и тканях, а также в организме больного в целом, использующая механические и физические методы воздействия, активные химические вещества и биологические факторы.
Термин был введён в 1750 году английским хирургом Дж. Принглом, описавшем антисептическое действие хинина.
Антисептику следует отличать от асептики. Цель аcептики — предупреждение попадания микроорганизмов в рану, посредством стерилизации и других приемов.
Внедрение асептики и антисептики в хирургическую практику (наряду с обезболиванием и открытием групп крови) относится к одним из фундаментальных достижений медицины XIX века.
До появления антисептики хирурги практически никогда не шли на риск операций, связанных со вскрытием полостей человеческого тела, так как вмешательства в них сопровождались почти стопроцентной летальностью от хирургических инфекций. Профессор Эриксен, учитель Листера, в 1874 году заявлял, что брюшная и грудная полости, а также полость черепа, навсегда останутся недоступными для хирургов.

## История развития
В возникновении и развитии асептики и антисептики можно выделить пять этапов:
- эмпирический период (период применения отдельных, не обоснованных научно методов);
- долистеровская антисептика;
- антисептика Листера;
- возникновение асептики;
- современная антисептика.

### Эмпирический период
Первые «антисептические» методы можно обнаружить во многих описаниях работы врачей в древние времена. За 500 лет до н. э. в Индии было известно, что гладкое заживление ран возможно только после их тщательной очистки от инородных тел. В Древней Греции Гиппократ обязательно покрывал операционное поле чистой тканью, во время операции использовал только кипячёную воду. В народной медицине в течение нескольких столетий для целей антисептики использовали мирру, ладан, ромашку, полынь, алоэ, шиповник, алкоголь, мед, сахар, серу, керосин, соль и др. Однако целенаправленные, осмысленные действия хирургов по предупреждению гнойных осложнений начались значительно позже — лишь в середине XIX века.

### Долистеровская антисептика
Итальянский хирург XIII века Гуго Боргоньони (Ugo de' Borgognoni da Lucca) и его ученики утверждали, что для лечения ран необходимо первичное натяжение без нагноения, и предложил особую алкогольную повязку. Французский врач Амбруаз Паре в своей практике лечения ранений ограничивался простой повязкой и доказал, что огнестрельное ранение не вызывает отравления. До него в хирургии господствовало мнение, что огнестрельные раны ядовиты и что после удаления пули и очищения их следует лечить кипящим маслом или калёным железом.
Венгерский акушер Игнац Земмельвейс в 1847 году предположил возможность развития послеродовой горячки (эндометрита с септическим осложнением) вследствие занесения студентами и врачами, при вагинальном исследовании, трупного яда (студенты и врачи занимались также в анатомическом театре).
Земмельвейс предложил перед внутренним исследованием обрабатывать руки хлорной известью и добился феноменальных результатов: в начале 1847 года послеродовая летальность вследствие развития сепсиса составляла 18,3 %, во второй половине года снизилась до 3 %, а на следующий год — до 1,3 %. Однако Земмельвейса не поддержали, а травля и унижение, которые он испытал, привели к тому, что акушер был помещён в психиатрическую лечебницу, а затем (согласно одной из версий), по иронии судьбы, в 1865 году умер от сепсиса вследствие панариция, развившегося после ранения пальца во время выполнения одной из операций.
Заслуги Земмельвейса были оценены лишь через несколько десятков лет, уже после открытий Пастера и Листера, когда соотечественники поставили ему памятник на родине.
Французский фармацевт и врач Жюль Лемер (Jules Lemaire) с 1859 года использовал фенол (карболовая кислота) для борьбы с гнойными инфекциями. Лемер указал на воздушную среду как на источник брожения, гниения, разложения. Придерживаясь зародышевой теории брожения и гниения, он предложил в 1865 году карболовую кислоту для дезинфекции, сохранения пищевых продуктов, а также против различных болезней в медицинских учреждениях. 
В то время в качестве антисептика широко использовалось также так называемое венское тесто.
Н. И. Пирогов не создал цельного учения об антисептике, но он был близок к этому. Н. И. Пирогов применял в отдельных случаях для лечения ран антисептические средства — нитрат серебра, хлорную известь, сульфат цинка, винный и камфорный спирты.
Н. И. Пирогов пытался организационно решить проблему профилактики хирургических инфекций, требуя устройства «особого отделения» для заразных больных. Он сформулировал один из главных постулатов современной антисептики: принцип разделения потоков на «чистых» и «гнойных» больных.
Всё это, конечно, не могло совершить переворот в науке. «Лёд тронулся» по-настоящему только после великого открытия Луи Пастера (1863), впервые строго научно доказавшего, что причиной брожения и гниения являются микроорганизмы, попавшие извне в виноградный сок при производстве вина из воздуха или с окружающих предметов. Интересно, что Пастер, не являющийся не только хирургом, но и вообще врачом, совершенно правильно оценивал значение своего открытия для медицины. Обращаясь к членам Парижской академии хирургии в 1878 году, он говорил: «Если бы я имел честь быть хирургом, то сознавая опасность, которой грозят зародыши микробов, имеющиеся на поверхности всех предметов, особенно в госпиталях, я бы не ограничивался заботой об абсолютно чистых инструментах; перед каждой операцией я сначала бы тщательно промывал руки, а затем держал бы их в течение секунды над пламенем горелки; корпию, бинты и губки я предварительно прогревал бы в сухом воздухе при температуре 130—150°C; я никогда бы не применял воду, не прокипятив её».

### Антисептика Листера
В 60-е годы XIX века в Глазго английский хирург Джозеф Листер (1829—1912), ознакомившись с работами Пастера, пришёл к выводу, что микроорганизмы попадают в рану из воздуха и с рук хирурга. В 1865 году он, убедившись в антисептических свойствах карболовой кислоты, которую в 1860-м году стал использовать парижский аптекарь Лемер, применил повязку с её раствором в лечении открытого перелома. В 1867 году вышла статья Листера «О новом способе лечения переломов и гнойников с замечаниями о причинах нагноения». В ней были изложены основы предлагаемого им антисептического метода. Листер вошёл в историю хирургии как основоположник антисептики, создав первый цельный, многокомпонентный, способ борьбы с инфекцией.
Метод Листера включал многослойную повязку (к ране прилегал слой шёлка, пропитанный 5 % раствором карболовой кислоты, поверх неё накладывали 8 слоёв марли, пропитанных тем же раствором с добавлением канифоли, всё это покрывалось прорезиненной тканью и фиксировалось бинтами, пропитанными карболовой кислотой), обработку рук, инструментов, перевязочного и шовного материала, операционного поля — 2—3 % раствором, стерилизация воздуха в операционной (с применением специального «шпрея» до и во время вмешательства).
В России задача внедрения антисептики была осуществлена рядом выдающихся хирургов, среди которых — Н. В. Склифосовский, К. К. Рейер, С. П. Коломнин, П. П. Пелехин (автор первой статьи по вопросам антисептики в России), И. И. Бурцев (первый хирург в России, опубликовавший результаты собственного применения антисептического метода в 1870-м году), Л. Л. Левшин, Н. И. Студенский, Н. А. Вельяминов, Н. И. Пирогов.
Листеровская антисептика, помимо сторонников, имела много ярых противников. Это было связно с тем, что карболовая кислота обладала выраженным токсическим и раздражающим действиями на ткани больного и руки хирурга (плюс распыление раствора карболовой кислоты в воздухе операционной), что заставляло усомниться некоторых хирургов в ценности данного метода.

### Возникновение асептики
Спустя 25 лет на смену антисептического метода Листера пришёл новый метод — асептический. В его основе лежат предупреждение заражения раны, соблюдение стерильности в ходе операции, стерилизация приборов, инструментов.
Результаты его применения оказались настолько впечатляющие, что появились призывы к отказу от антисептики и исключению антисептических средств из хирургической практики. Однако обойтись без них в хирургии оказалось невозможно.

### Современная антисептика
Благодаря успехам химии для лечения гнойных ран и инфекционных процессов был предложен ряд новых антисептических средств, значительно менее токсичных для тканей и организма больного, чем карболовая кислота. Подобные же вещества стали использоваться для обработки хирургических инструментов и окружающих пациента предметов. Таким образом, постепенно, асептика тесно переплелась с антисептикой, сейчас без единства этих двух дисциплин хирургия просто немыслима.
В арсенал хирургов также вошли разнообразные средства биологической природы (биологическая антисептика).

## Виды антисептики
Выделяют виды антисептики в зависимости от природы используемых методов: механическая, физическая, химическая и биологическая антисептика. В практике обычно сочетают разные виды антисептики.
В зависимости от метода применения антисептических средств, химическую и биологическую антисептику делят на местную и общую; местная, в свою очередь, подразделяется на поверхностную и глубокую. При поверхностной антисептике препарат используется в виде присыпок, мазей, аппликаций, для промывания ран и полостей, а при глубокой — препарат инъецируется в ткани раневого воспалительного очага (обкалывания и т. д.).
Под общей антисептикой подразумевают насыщение организма антисептическими средствами (антибиотиками, сульфаниламидами и др.). В очаг инфекции они заносятся током крови или лимфы и таким образом воздействуют на микрофлору.

### Механическая антисептика
Механическая антисептика — уничтожение микроорганизмов механическими методами, то есть удаление участков нежизнеспособных тканей, сгустков крови, гнойного экссудата. Механические методы являются основополагающими — при их непроведении все другие методы оказываются не эффективны.
Механическая антисептика включает:
- туалет раны (удаление гнойного экссудата, удаление сгустков, очищение раневой поверхности и кожи) — выполняется при перевязке;
- первичная хирургическая обработка раны (рассечение, ревизия, иссечение краёв, стенок, дна раны, удаление крови, инородных тел и очагов некроза, восстановление повреждённых тканей — наложение шва, гемостаз) — позволяет предотвратить развитие гнойного процесса, то есть превращает инфицированную рану в рану стерильную;
- вторичная хирургическая обработка (иссечение нежизнеспособных тканей, удаление инородных тел, вскрытие карманов и затёков, дренирование раны) — производится при наличии активного инфекционного процесса. Показания — наличие гнойного очага, отсутствие адекватного оттока из раны, образование обширных зон некроза и гнойных затёков;
- другие операции и манипуляции (вскрытие гнойников, пункция гнойников («Uvi pus — ubi es» — «видишь гной — выпусти его»)).

Таким образом, механическая антисептика — лечение инфекции истинно хирургическими методами, с помощью хирургических инструментов.

### Физическая антисептика
Физическая антисептика — это методы, создающие в ране неблагоприятные условия для развития бактерий и всасывания токсинов и продуктов распада тканей.
Основывается на законах осмоса и диффузии, сообщающихся сосудов, всемирного тяготения и др.
Методы:
- использование гигроскопических перевязочных материалов (вата, марля, тампоны, салфетки — отсасывают раневой секрет с массой микробов и их токсинов);
- гипертонические растворы (используются для смачивания перевязочного материала, вытягивают из раны её содержимое в повязку. Однако следует знать, что гипертонические растворы оказывают химическое и биологическое воздействие на рану и на микроорганизмы);
- факторы внешней среды (промывание и высушивание). При высушивании образуется струп, способствующий заживлению;
- сорбенты (углеродсодержащие вещества в виде порошка или волокон);
- дренирование (пассивное дренирование — закон сообщающихся сосудов, проточно-промывное — минимум 2 дренажа, по одному жидкость вводится, по-другому выводится в равном объёме, активное дренирование — дренаж с насосом);
- технические средства
  - лазер — излучение с высокой направленностью и плотностью энергии, результат — стерильная коагуляционная плёнка
  - ультразвук — кавитационные пузырьки и H+ и OH−,
  - УФ — для обработки помещений и ран,
  - гипербарическая оксигенация,
  - рентгенотерапия — лечение глубоко расположенных гнойных очагов при остеомиелите, костном панариции).

### Химическая антисептика
Химическая антисептика — уничтожение микроорганизмов в ране, патологическом очаге или организме больного с помощью различных химических веществ.
Выделяют: дезинфицирующие средства (используются в асептике для обработки инструментов, мытья стен, полов и т. д.), собственно антисептические средства (наружно, для обработки кожи, рук хирурга, промывания ран и слизистых), химиотерапевтические средства (антибиотики и сульфаниламиды — подавляют рост бактерий, важное свойство — единственные средства, обладающие специфичностью действия к определённым группам микроорганизмов, относятся к биологической антисептике).
Химические антисептики — вещества, используемые для местного применения, позволяющие создать высокую концентрацию антибактериального препарата непосредственно в очаге воспаления. Эти препараты более устойчивы, чем антибиотики, к воздействию продуктов воспаления и некроза тканей. Положительными качествами препаратов являются широкий спектр антибактериального действия (бактерицидный эффект), низкая лекарственная устойчивость микроорганизмов. Препараты отличает плохая всасываемость, возможность длительного хранения, редкие побочные эффекты.
К средствам химической антисептики относят производные нитрофурана, кислоты и щёлочи, красители, детергенты, окислители, производные хиноксиксалина, соли металлов (сулема, ляпис).
Способы применения химических антисептиков. Местное применение: а) использование повязок с антисептическими препаратами при лечении ран и ожогов; препараты могут применяться в виде растворов (ими промывают рану во время перевязки), мазей и порошков; б) введение растворов антибактериальных препаратов в рану, закрытые полости с последующей аспирацией через дренажи.
Общее применение: а) приём антибактериальных средств внутрь (в виде таблеток) с целью воздействия на микрофлору больного при его подготовке к операции на кишечнике, а также последующему общему действию на организм после всасывания препарата в кровь; б) внутривенное введение некоторых препаратов (фуразидин, гипохлорит натрия).
Разделение на группы по химическому строению является традиционным и более удобным. В настоящее время выделяют 17 групп химических антисептиков:
1. Группа галоидов (йод, йодинол, йодонат и йодопирон, повидон-йодин, раствор Люголя, хлорамин Б).
2. Соли тяжёлых металлов (сулема, оксицианид ртути, нитрат серебра, протаргол, колларгол, оксид цинка).
3. Спирты (в том числе этиловый спирт).
4. Альдегиды (формалин, лизол).
5. Фенолы (карболовая кислота, тройной раствор).
6. Красители (бриллиантовый зелёный, метиленовый синий).
7. Кислоты (борная, салициловая).
8. Щёлочи (нашатырный спирт).
9. Окислители (перекись водорода, перманганат калия).
10. Детергенты (хлоргексидина биглюконат, церигель, дегмин, дегмицид).
11. Производные нитрофурана (фурацилин, лифузоль, фурадонин, фурагин, фуразолидон).
12. Производные 8-оксихинолина (нитроксолин, энтеросептол, интестопан).
13. Производные хиноксалина (диоксидин).
14. Производные нитроимидазола (метронадозол).
15. Дегти, смолы (дёготь берёзовый, ихтинол, нафталин).
16. Антисептики растительного происхождения (хлорофиллипт, бализ, календула).
17. Сульфаниламиды (бисептол, этазол).

### Биологическая антисептика
Биологическая антисептика — применение биопрепаратов, действующих как непосредственно на микроорганизмы и их токсины, так и действующих через макроорганизм.
К таким препаратам относятся: антибиотики и сульфаниламиды, оказывающие бактерицидное или бактериостатическое действие; ферментные препараты, бактериофаги — пожиратели бактерий; антитоксины — специфические антитела (средства для пассивной иммунизации), образующиеся в организме человека под действием сывороток, анатоксины (средства для активной иммунизации), иммуностимулирующие средства. Антитоксины являются одним из факторов иммунитета при столбняке, дифтерии, ботулизме, газовой гангрене и других заболеваниях.
Антибиотики — это химические соединения биологического происхождения, оказывающие избирательное повреждающие или губительное действие на микроорганизмы. Антибиотики, применяемые в медицинской практике, продуцируются актиномицетами, плесневыми грибами, а также некоторыми бактериями. К этой группе препаратов также относятся синтетические аналоги и производные природных антибиотиков.
По спектру антимикробного действия антибиотики отличаются довольно существенно, кроме того, воздействуя на микроорганизм, антибиотики вызывают либо бактериостатический, либо бактерицидный эффект.
В процессе использования антибиотиков к ним может развиться устойчивость микроорганизмов. Появление резистентных штаммов — серьёзная проблема современной медицины. Чтобы избежать (или замедлить) этот процесс, существуют принципы лечения антибиотиками:
- тщательное обоснование назначений;
- обоснование выбора антибиотика на основании лабораторных данных, характерной клинической картины (нельзя назначать антибиотики с таким же побочным эффектом, совпадающим с наличествующей патологией), индивидуальной чувствительности, особенностей проникновения в различные ткани, а также возраста больного;
- назначение адекватной дозы (всегда терапевтическая, отмена должна быть резкой);
- оптимальный курс лечения (в среднем неделя, возможно удлинение, но меньше нельзя, так как клиническое выздоровление наступает раньше, чем лабораторное — опасность рецидива);
- выбор пути и частоты введения (зависит от локализации процесса и длительности действия антибиотика);
- обязательная оценка эффективности действия (если не эффективно, рекомендуется комбинирование антибиотиков друг с другом, либо с сульфаниламидами, но больше двух препаратов одновременно назначать опасно из-за выраженных побочных эффектов).

В клинической практике применения исключительно одного метода для борьбы с инфекцией является нецелесообразным и, зачастую, неэффективным. Поэтому вводится понятие смешанной антисептики.
Смешанная антисептика — это воздействие на микробную клетку, равно как и на организм человека, нескольких видов антисептики. Чаще их действие комплексное. Например: первичная хирургическая обработка раны (механическая и химическая антисептика) дополняется биологической антисептикой (введением противостолбнячной сыворотки, антибиотиков) и назначением физиотерапевтических процедур (физическая антисептика). Также примером смешанной антисептики может служить перитонеальный диализ при гнойном перитоните.